# 베이버

베이버의 위치

베이버(영어: Babergh)는 잉글랜드 서퍽주에 위치한 비도시 자치구로 중심 도시는 해들리이며 인구는 88,845명(2014년 기준), 면적은 595.2km2이다.